# Mailó
Artykuł ten został zgłoszony do umieszczenia na stronie głównej w rubryce „Czy wiesz”.
Pomóż nam go sprawdzić: oceń zgłoszoną nominację.
Mailó da Graça da Cruz (ur. 10 stycznia 1992 w São Vicente) – kabowerdyjski piłkarz, w przeszłości reprezentujący barwy między innymi Leixões SC, CF Os Belenenses oraz SC Farense. Rozegrał jeden mecz w narodowych barwach, w sezonie 2025/2026 reprezentuje barwy portugalskiego Deucriste SC. Zawodnik mierzy 197 centymetrów wzrostu i waży 92 kilogramy. 

## Kariera klubowa
Karierę seniorską rozpoczął w kabowerdyjskim CS Mindelense, gdzie grał do 2011 roku. Następnie w 2011 roku przeniósł się do FC Ultramarina. Po roku spędzonym w drużynie z São Nicolau, powrócił do CS Mindelense.

### Leixões SC
W okresie przygotowawczym, przed sezonem 2012/2013, dołączył do portugalskiego Leixões SC. Dla Leixões rozegrał łącznie 75 spotkań i strzelił 19 bramek, w tym Liga Portugal 2 rozegrał 62 spotkania, 4 w Taça de Portugal oraz 9 w Taça da Liga. Początkowo dla drugoligowca występował z numerem 30 na plecach, który później zamienił na 25.

### CF Os Belenenses
Po sezonie 2013/2014 przeniósł się do CF Os Belenenses występującego w najwyższej klasie rozgrywkowej w Portugali.

#### Po transferze Mailó do Belenenses
W lizbońskim klubie rozegrał 4 spotkania, a 24 sierpnia 2014 udało mu się zadebiutować w Primeira Liga, w której rozegrał 3 spotkania, każdorazowo wchodząc z ławki rezerwowych. Mimo iż praktycznie całą karierę spędził w portugalskich klubach, to tylko w Belenenses udało mu się wystąpić w meczu najwyższej klasy rozgrywkowej w kraju. Dodatkowo rozegrał jedno spotkanie w Taça da Liga, a także był powołany na 1 mecz w ramach Taça de Portugal. W A Cruz de Cristo występował z numerem 25 na plecach.

#### SC Farense
W zimowym okienku transferowym sezonu 2014/2015 został wypożyczony na okres rundy wiosennej do drugoligowego SC Farense. W klubie z Faro rozegrał 19 spotkań, w których strzelił 4 bramki, wszystkie w Liga Portugal 2. Reprezentował Os Leões do Algarve z numerem 11.

#### Sporting Covilhã
Po powrocie z wypożyczenia do SC Farense, został ponownie wypożyczony, tym razem do innego drugoligowego klubu, Sportingu Covilhã. W barwach drużyny z Covilhi rozegrał 24 spotkania, w tym 23 ligowe i jedno w ramach Taça da Liga. Strzelił 7 bramek i zanotował dwie asysty, spędzając na boisku 1791 minut. W Leões da Serra mecze rozgrywał z numerem 9. Latem 2015 roku, już jako zawodnik wypożyczony do Sportingu da Covilhã, Mailó otrzymał propozycję przenosin do ligi mołdawskiej. Wcześniej nie doszło do skutku jego transferu do angolskiego Sagrada Esperança. Agent piłkarza przekazał do władz Belenenses ofertę na rozwiązanie kontraktu, co miało umożliwić przeprowadzkę do Mołdawii.

### CD Mafra
20 stycznia 2016 roku wrócił z wypożyczenia do Sportingu Covilhã, a dzień później, 21 stycznia 2016 roku przeniósł się na zasadzie transferu definitywnego do portugalskiego CD Mafra, grającym na drugim szczeblu ligowym – Liga Portugal 2. W barwach żółto-zielonych rozegrał 15 spotkań ligowych, w których strzelił dwie bramki, nie notując żadnej asysty. Na boisku spędził 898 minut, otrzymał 3 żółte kartki, co w ostatnim mecze w drużynie z Mafry poskutkowało pośrednią czerwoną kartką otrzymaną w 83 minucie meczu. Drużynę z zachodniego wybrzeża portugali reprezentował z numerem 9.

### Varzim SC
Po pół roku spędzonym w Marfie, przeniósł się do następnego klubu z Liga Portugal 2 – Varzim SC, z którym podpisał kontrakt 1 lipca 2016 roku. W barwach Lobos do Mar rozegrał 14 spotkań ligowych, w których nie strzelił żadnej bramki i nie zanotował asysty. Był dodatkowo powołany na jeden mecz w ramach Taça da Liga, natomiast całe spotkanie spędził na ławce rezerwowych.

### SC Olhanense
4 sierpnia 2018 roku zamienił Marfę, na Olhão da Restauração, gdzie podpisał kontrakt z lokalnym SC Olhanense.

### AD Sanjoanense
Z początkiem 2018 roku przeniósł się do portugalskiego AD Sanjoanense.

### Louletano DC
1 lipca 2018 roku zamienił klub z São João da Madeira, na wywodzące się z miejscowości Loulé, Louletano DC.

### AD Os Limianos
Po ponad 4 miesiącach spędzonych na południu Portugali, 10 października 2018 roku ponownie zmienił klub, tym razem dołączając do AD Os Limianos.

### SC Vianense
Wraz z początkiem letniego okienka transferowego, 1 lipca 2020 roku zamienił Ponte de Limę na Viana do Castelo, dołączając do lokalnego SC Vianense.

### GD Bragança
1 lipca 2022 roku podpisał kontrakt z GD Bragança.

### Atlético dos Arcos
13 grudnia 2022 podpisał kontrakt z Atlético dos Arcos.

### Deucriste SC
Od sezonu 2024/2025 reprezentuje barwy Deucriste SC. W sezonie 2024/2025 w rozgrywkach AF Viana do Castelo I Divisão rozegrał 22 spotkania, strzelił 11 bramek i zanotował asystę.

## Kontrowersje transferowe
W lipcu 2014 roku władze Leixões SC ogłosiły zamiar złożenia skargi karnej przeciwko agentowi Césaremu Boaventurze, zarzucając mu nieprawidłowości podczas transferu Mailó do Belenenses. Według oświadczenia klubu agent miał przekazać czek bez pokrycia, wystawiony na hiszpański bank. Boaventura w rozmowie z agencją Lusa odrzucił oskarżenia, określając je jako „czyste kłamstwo” i podkreślając, że dokument został pozostawiony jedynie jako gwarancja zapłaty. Zapowiedział również podjęcie kroków prawnych przeciwko Leixões, twierdząc, że klub próbuje „oczernić jego wizerunek”.
Kilka dni później Boaventura w oświadczeniu przesłanym agencji Lusa stanowczo odrzucił oskarżenia, twierdząc, że „zawsze wywiązywał się ze swoich zobowiązań” oraz że Leixões SC „publicznie ujawnia fakty, o których wie, że są nieprawdziwe”. Dodał również, że kwoty, do których klub miał być uprawniony, zostały wypłacone osobom trzecim w ramach usług prawnych i doradczych, a on sam nie ponosi odpowiedzialności za ewentualne inne zobowiązania Leixões.
W lipcu 2015 roku Mailó został wypożyczony do drugoligowego Sportingu da Covilhã w ramach transferu Traquiny do Belenenses. Piłkarz nie zgłosił się jednak na rozpoczęcie przygotowań do sezonu, realizując wcześniejszą zapowiedź swojego agenta, że do zespołu nie dołączy. Prezes klubu, José Mendes, podkreślił, że zawodnik „jest częścią umowy z Belenenses i powinien się zgłosić na trening drużyny Sportingu”, dodając, że „jeśli się nie stawi, brakować będzie tylko tego, kto chce grać”.

## Kariera reprezentacyjna
30 grudnia 2013 roku wystąpił w jednym meczu w narodowych brawach, kiedy to reprezentacja Republiki Zielonego Przylądka uległa w towarzyskim meczu reprezentacji Katalonii 1:4.

## Statystyki

### Klubowe
(aktualnie na dzień 17 sierpnia 2025)
| Klub                    | Sezon                    | Liga                          | Liga  | Liga   | Liga   | Puchar kraju | Puchar kraju | Puchar kraju | Suma  | Suma   | Suma   |
| Klub                    | Sezon                    | Liga                          | Mecze | Bramki | Asysty | Mecze        | Bramki       | Asysty       | Mecze | Bramki | Asysty |
| ----------------------- | ------------------------ | ----------------------------- | ----- | ------ | ------ | ------------ | ------------ | ------------ | ----- | ------ | ------ |
| CS Mindelense           | ?-2011                   | Campeonato Nacional (I)       | –     | –      | –      | –            | –            | –            | –     | –      | –      |
| CS Mindelense           | 2012                     | Campeonato Nacional (I)       | –     | –      | –      | –            | –            | –            | –     | –      | –      |
| FC Ultramarina          | 2011                     | Campeonato Nacional (I)       | –     | –      | –      | –            | –            | –            | –     | –      | –      |
| Leixões SC              | 2012/2013                | Liga Portugal 2 (II)          | 31    | 9      | 0      | 4            | 0            | 0            | 35    | 18     | 0      |
| Leixões SC              | 2013/2014                | Liga Portugal 2 (II)          | 31    | 7      | 0      | 9            | 3            | 0            | 40    | 10     | 0      |
| Leixões SC              | Łącznie w Leixões SC     | Łącznie w Leixões SC          | 62    | 16     | 0      | 13           | 3            | 0            | 75    | 28     | 0      |
| CF Os Belenenses        | 2014/2015                | Liga NOS (I)                  | 3     | 0      | 0      | 1            | 0            | 0            | 4     | 0      | 0      |
| SC Farense (wyp.)       | 2014/2015                | Liga Portugal 2 (II)          | 19    | 4      | 0      | –            | –            | –            | 19    | 4      | 0      |
| Sporting Covilhã (wyp.) | 2015/2016                | Liga Portugal 2 (II)          | 23    | 6      | 2      | 1            | 1            | 0            | 24    | 7      | 0      |
| CD Mafra                | 2015/2016                | Liga Portugal 2 (II)          | 15    | 2      | 0      | –            | –            | –            | 15    | 2      | 0      |
| Varzim SC               | 2016/2017                | Liga Portugal 2 (II)          | 14    | 0      | 0      | –            | –            | –            | 14    | 0      | 0      |
| SC Olhanense            | 2017/2018                | Campeonato de Portugal (III)  | 13    | 4      | 0      | –            | –            | –            | 13    | 4      | 0      |
| AD Sanjoanense          | 2017/2018                | Campeonato de Portugal (III)  | 13    | 3      | 0      | –            | –            | –            | 13    | 3      | 0      |
| Louletano DC            | 2018/2019                | Campeonato de Portugal (III)  | 6     | 0      | 0      | –            | –            | –            | 6     | 0      | 0      |
| AD Os Limianos          | 2018/2019                | Campeonato de Portugal (III)  | 24    | 4      | 0      | –            | –            | –            | 24    | 4      | 0      |
| AD Os Limianos          | 2019/2020                | AF Viana do Castelo I Divisão | 21    | 11     | 0      | –            | –            | –            | 21    | 11     | 0      |
| AD Os Limianos          | Łącznie w AD Os Limianos | Łącznie w AD Os Limianos      | 45    | 15     | 0      | –            | –            | –            | 45    | 15     | 0      |
| SC Vianense             | 2020/2021                | Campeonato de Portugal (III)  | 18    | 5      | 0      | –            | –            | –            | 18    | 5      | 0      |
| SC Vianense             | 2021/2022                | Campeonato de Portugal (IV)   | 25    | 5      | 0      | –            | –            | –            | 25    | 5      | 0      |
| SC Vianense             | Łącznie w SC Vianense    | Łącznie w SC Vianense         | 43    | 10     | 0      | –            | –            | –            | 43    | 10     | 0      |
| GD Bragança             | 2022/2023                | Campeonato de Portugal (IV)   | 9     | 0      | 0      | 1            | 0            | 0            | 10    | 0      | 0      |
| Atlético dos Arcos      | 2022/2023                | AF Viana do Castelo I Divisão | 18    | 1      | 0      | –            | –            | –            | 18    | 1      | 0      |
| Deucriste SC            | 2024/2025                | AF Viana do Castelo I Divisão | 22    | 11     | 1      | –            | –            | –            | 22    | 11     | 1      |
| Deucriste SC            | 2025/2026                | AF Viana do Castelo I Divisão | –     | –      | –      | –            | –            | –            | –     | –      | –      |
| Deucriste SC            | Łącznie w Deucriste SC   | Łącznie w Deucriste SC        | 22    | 11     | 1      | –            | –            | –            | 22    | 11     | 1      |
| Łącznie w karierze      | Łącznie w karierze       | Łącznie w karierze            | 305   | 71     | 3      | 16           | 4            | 0            | 320   | 75     | 3      |

### Reprezentacyjne
(aktualnie na dzień 18 sierpnia 2025)
| Reprezentacja                 | Rok  | Mecze | Bramki |
| ----------------------------- | ---- | ----- | ------ |
| Republika Zielonego Przylądka | 2013 | 1     | 0      |

| Mecze i gole w reprezentacji | Mecze i gole w reprezentacji | Mecze i gole w reprezentacji | Mecze i gole w reprezentacji | Mecze i gole w reprezentacji | Mecze i gole w reprezentacji | Mecze i gole w reprezentacji               |
| Lp.                          | Data                         | Miasto                       | Przeciwnik                   | Wynik                        | Grał                         | Uwagi                                      |
| ---------------------------- | ---------------------------- | ---------------------------- | ---------------------------- | ---------------------------- | ---------------------------- | ------------------------------------------ |
| 1.                           | 30.12.2013                   | Barcelona                    | Katalonia                    | 1:4                          | ?                            | mecz towarzyski, (nieuznawany przez FIFA). |

## Życie prywatne
Mailó ma brata, Adira Cruza.